# Mahnomen
Mahnomen ist eine Kleinstadt (mit dem Status „City“) und Verwaltungssitz des Mahnomen County im US-amerikanischen Bundesstaat Minnesota. Das U.S. Census Bureau hat bei der Volkszählung 2020 eine Einwohnerzahl von 1.240 ermittelt.
Die Stadt wie auch das gesamte gleichnamige County liegen innerhalb der White Earth Indian Reservation der Anishinabe.

## Geografie
Mahnomen liegt im mittleren Nordwesten Minnesotas am Nordufer des Wild Rice River, einem rechten Nebenfluss des Red River of the North. Die Stadt liegt auf 47°18′55″ nördlicher Breite, 95°58′07″ westlicher Länge und erstreckt sich über 2,75 km².
Benachbarte Orte von Mahnomen sind Bejou (14,1 km nördlich), Beaulieu (14,2 km östlich), Waubun (16,5 km südlich), Twin Valley (28 km westsüdwestlich) und Gary (28,7 km westnordwestlich).
Die nächstgelegenen größeren Städte sind Winnipeg in der kanadischen Provinz Manitoba (321 km nordnordwestlich), Duluth am Oberen See (339 km östlich), Minneapolis (378 km südöstlich) und Fargo in North Dakota (113 km südwestlich).
Die Grenze zu Kanada befindet sich 205 km nördlich.

## Verkehr
Der U.S. Highway 59 führt als Hauptstraße durch das Stadtgebiet von Mahnomen und kreuzt am nördlichen Stadtrand die von West nach Ost verlaufende Minnesota State Route 200. Alle weiteren Straßen sind untergeordnete Landstraßen, teils unbefestigte Fahrwege sowie innerstädtische Verbindungsstraßen.
Parallel zum US 59 verläuft eine Eisenbahnlinie der Canadian Pacific Railway.
Mit dem Mahnomen County Airport befindet sich 7,4 km südlich ein kleiner Regionalflugplatz. Die nächsten internationalen Flughäfen sind der Hector International Airport in Fargo (110 km südwestlich), der Winnipeg James Armstrong Richardson International Airport (329 km nordnordwestlich) und der Minneapolis-Saint Paul International Airport (401 km südöstlich).

## Demografische Daten
Nach der Volkszählung im Jahr 2010 lebten in Mahnomen 1214 Menschen in 529 Haushalten. Die Bevölkerungsdichte betrug 441,5 Einwohner pro Quadratkilometer. In den 529 Haushalten lebten statistisch je 2,2 Personen.
Ethnisch betrachtet setzte sich die Bevölkerung zusammen aus 59,3 Prozent Weißen, 0,2 Prozent (zwei Personen) Afroamerikanern, 31,2 Prozent amerikanischen Ureinwohnern sowie 0,1 Prozent (eine Person) Asiaten; 9,2 Prozent stammten von zwei oder mehr Ethnien ab. Unabhängig von der ethnischen Zugehörigkeit waren 1,8 Prozent der Bevölkerung spanischer oder lateinamerikanischer Abstammung.

22,4 Prozent der Bevölkerung waren unter 18 Jahre alt, 55,9 Prozent waren zwischen 18 und 64 und 21,7 Prozent waren 65 Jahre oder älter. 50,7 Prozent der Bevölkerung war weiblich.